# Myristica papillatifolia
Myristica papillatifolia là một loài thực vật thuộc họ Myristicaceae. Loài này có ở Indonesia và Papua New Guinea.